# Kaizen Costing
Kaizen Costing ist ein von Yasuhiro Monden entwickeltes japanisches Kostenmanagement-Konzept.

## Rolle im Produktlebenszyklus
Kaizen Costing ist die Fortsetzung des Target Costing. Nach japanischem Verständnis bilden Target Costing und Kaizen Costing eine Einheit (Total Life Cycle Costing). Während sich das Target Costing auf das Erreichen eines vorbestimmten niedrigen Kostenniveaus bei Produktionsbeginn konzentriert, soll durch das Kaizen Costing ein kontinuierliches Absenken des (durch das Target Costing vorgegebenen) Kostenniveaus auch nach Produktionsbeginn erreicht werden. Damit entspricht es dem aus Kaizen hervorgehenden Gedanken der kontinuierlichen Verbesserung, so dass im Laufe der Produktion eines Produktes aufgrund der zunehmenden Erfahrung die Fertigungsprozesse immer besser und effizienter gestaltet werden können.

## Ziele
- Kontinuierliche Kostensenkung in jeder Phase des Fertigungsprozesses
- Dadurch Senkung eventueller Lücken zwischen Zielgewinnen (budgetierten Gewinnen) und prognostizierten Gewinnen
- Senkung der Fertigungskosten unter das Niveau der Standardkosten
- Motivation der Mitarbeiter zu Kostensenkungsaktivitäten durch Festlegen von Kostensenkungszielen

## Historischer Hintergrund
Das Konzept baut auf dem von Taiichi Ōno begründeten japanischen Management-Konzept Kaizen auf. Kaizen Costing wurde im Zuge langjähriger Forschungsarbeiten durch Yasuhio Monden in Kooperation mit diversen japanischen Automobilherstellern und -zulieferern entwickelt.

## Grundlagen des Kaizen Costing
Kaizen Costing schließt nahtlos an das Target Costing an. Aus diesem wird eine vorgegebene Kostenstruktur bei Produktionsbeginn übernommen. Diese Kostenbasis bildet die Grundlage für einen Erfolg des Produktes. Allerdings gilt dies nur für eine bestimmte Zeitspanne, da sich die Preise im Laufe der Zeit ändern. Damit die angestrebte Gewinnspanne bei stetig sinkenden Preisen gehalten werden kann, müssen also auch die Kosten mit gesenkt werden. Das Ausmaß der notwendigen Kostensenkung wird entsprechend aus dem kurzfristigen Gewinnplan abgeleitet.

Kaizen Costing wird in folgenden drei Schritten durchgeführt, die dem Prinzip des Demingkreis (PDCA-Zyklus) entsprechen.

### Planung
Zunächst werden Zielkostensenkungsbeträge festgelegt. Dies setzt mit der Berechnung der Zielgewinnsteigerung des Unternehmens während der Budgetierung ein. Der Zielkostensenkungsbetrag ist als Differenz zwischen dem Zielgewinn (geplanter Gewinn) und dem erwarteten Gewinn (prognostiziert) definiert.

Zur Erreichung dieses Gewinnsteigerungsziels muss im Rahmen des Kaizen Costing das Kostensenkungsziel festgelegt werden. Dieser Wert muss in den Budgets der nächsten Periode berücksichtigt werden. Der Zielkostensenkungsbetrag wird schließlich auf einzelne Produktionsstätten aufgeteilt und dort als Kaizen Costing-Zielwerte für bestimmte Prozesse ausgedrückt.

Die festgelegten Zielkostensenkungsbeträge sollen dabei helfen, die Mitarbeiter zu Verbesserungsaktivitäten zu motivieren und damit den geplanten Betriebsgewinn des Unternehmens zu erreichen.

### Durchführung
Zu Erreichung der Kaizen Costing-Zielwerte werden während des Fertigungsprozesses sog. Kaizen Costing-Aktivitäten durchgeführt. Yasuhiro Monden unterscheidet dabei zwei Arten der Kaizen Costing-Aktivitäten:
- Vom Rechnungswesen des Unternehmens ausgehende Aktivitäten
- Kaizen-Aktivitäten am Arbeitsplatz

Letztere betreffen bspw. die Vermeidung von Verschwendung. Genaueres dazu kann im Artikel zu Kaizen nachgelesen werden.

### Kontrolle
Die Kontrolle beim Kaizen Costing-System erfolgt wie bei üblichen Kostenmanagement-Systemen mit Hilfe von Abweichungsanalysen.
Damit lassen sich Unterscheidungen bei der Beurteilung der Leistung von Abteilungen feststellen, indem bspw. Abweichungen aufgrund des Beschäftigungsgrades, für Budgets und für weitere Aspekte, die aus Entwurfsänderungen aufgrund von Wertanalysen resultieren, ermitteln.

## Kritik an Kaizen Costing
- Das System baut enormen Druck auf die Mitarbeiter auf, um jeden erdenklichen Kostenfaktor zu senken.
  - Einige japanische Automobilhersteller gewähren aus diesem Grund eine Schonfrist, bevor ein neues Fahrzeugmodell eingeführt wird.
  - In dieser Phase der Kostenerhaltung können sich Mitarbeiter mit den veränderten Prozessen vertraut machen, bevor durch das Unternehmen wieder Kaizen Costing-Ziele vorgeschrieben werden.
- Kaizen Costing führt nur zu kleinen, inkrementellen Verbesserungen anstelle von Innovationen.
  - Dies kann zu Kurzsichtigkeit führen, da sich das Management anstelle des Gesamtsystems eher auf Details konzentriert.
  - In der Praxis steht ein hoher Aufwand der Datenerfassung einem verhältnismäßig geringen Nutzen gegenüber.